# Pulutan (Penawangan)
Pulutan is een bestuurslaag in het regentschap Grobogan van de provincie Midden-Java, Indonesië. Pulutan telt 2709 inwoners (volkstelling 2010).